# Minatitlán/Coatzacoalcos International Airport
Minatitlán/Coatzacoalcos International Airport är en flygplats i Mexiko.   Den ligger i kommunen Cosoleacaque och delstaten Veracruz, i den sydöstra delen av landet, 500 km öster om huvudstaden Mexico City. Minatitlán/Coatzacoalcos International Airport ligger 10 meter över havet.
Terrängen runt Minatitlán/Coatzacoalcos International Airport är mycket platt. Runt Minatitlán/Coatzacoalcos International Airport är det tätbefolkat, med 530 invånare per kvadratkilometer. Närmaste större samhälle är Coatzacoalcos, 15,0 km öster om Minatitlán/Coatzacoalcos International Airport. Omgivningarna runt Minatitlán/Coatzacoalcos International Airport är en mosaik av jordbruksmark och naturlig växtlighet.